# Hipótesis de Linder
La hipótesis de Linder es una conjetura económica sobre los patrones del comercio internacional la misma establece que: cuanto más similares sean las estructuras de demanda de los países, más comerciarán entre sí. Además, el comercio internacional seguirá ocurriendo entre dos países que tengan preferencias y dotaciones de factores idénticas (basándose en la especialización para crear una ventaja comparativa en la producción de bienes diferenciados entre las dos naciones).

## Desarrollo de la teoría
La hipótesis fue propuesta por el economista Staffan Burenstam Linder en 1961 como una posible resolución a la paradoja de Leontief, que cuestionaba la validez empírica de la teoría de Heckscher-Ohlin (H-O). H-O predice que los patrones de comercio internacional estarán determinados por las dotaciones relativas de factores de diferentes naciones. Se esperaría que aquellos con niveles relativamente altos de capital en relación con el trabajo produzcan bienes intensivos en capital, mientras que aquellos con una abundancia de trabajo en relación con el capital (inmóvil) producirían bienes intensivos en trabajo. H-O y otras teorías del comercio basadas en la dotación de factores habían dominado el campo de la economía internacional hasta que Leontief realizó un estudio que rechazaba empíricamente a H-O. 
De hecho, Leontief descubrió que Estados Unidos (entonces la nación más abundante en capital) exportaba principalmente bienes de uso intensivo de mano de obra. Linder propuso una teoría alternativa del comercio que era consistente con los hallazgos de Leontief. La hipótesis de Linder presenta una teoría del comercio basada en la demanda en contraste con las teorías habituales basadas en la oferta que involucran dotaciones de factores. Linder planteó la hipótesis de que naciones con demandas similares desarrollarían industrias similares. Estas naciones luego comerciarían entre sí en bienes similares pero diferenciados.

## Pruebas empíricas
Los exámenes de la hipótesis de Linder han observado un "efecto Linder" consistente con la hipótesis. Las pruebas econométricas de la hipótesis usualmente representan la estructura de la demanda en un país a partir de su ingreso per cápita: es conveniente asumir que cuanto más cercanos están los niveles de ingreso por consumidor, más cercanas están las preferencias del consumidor. (Es decir, la demanda proporcional de cada bien se vuelve más similar, por ejemplo, siguiendo la ley de Engel sobre gastos alimentarios y no alimentarios). La prueba econométrica de la hipótesis ha sido difícil porque los países con niveles similares de ingreso per cápita generalmente se encuentran próximos geográficamente, y la distancia es un factor muy importante para explicar la intensidad del comercio entre dos países. 
En general, se ha encontrado que el efecto Linder es más significativo para el comercio de manufacturas que para el de no manufacturas, y dentro de las manufacturas el efecto es más significativo para el comercio de bienes de capital que para los bienes de consumo y más significativo para los productos diferenciados que para los productos estandarizados.